# Socorro Flores Liera
María del Socorro Flores Liera (Ciudad de México, 15 de septiembre de 1965), citada habitualmente como Socorro Flores, es una abogada y diplomática mexicana. Se desempeñó como representante Permanente de México ante los Organismos Internacionales que tienen su sede en Ginebra, Suiza. En marzo del 2021, fue nombrada jueza ante la Corte Penal Internacional por un periodo de nueve años.
Cuenta con una amplia experiencia en temas de derecho internacional, derechos humanos y derecho internacional humanitario.[cita requerida]
Se ha desempeñado como Embajadora de México en los ámbitos multilaterales y regionales. Como Subsecretaria de Relaciones Exteriores para América Latina y el Caribe, encabezó numerosas reuniones bilaterales para fortalecer los vínculos de México con la región.[cita requerida]

## Datos biográficos y vida académica
Socorro Flores Liera nació en la Ciudad de México el 15 de septiembre de 1965. Cursó la Licenciatura en Derecho en la Universidad Iberoamericana
y, más tarde, realizó estudios de posgrado y una especialidad en Derecho Internacional en la Facultad de Derecho de la Universidad Nacional Autónoma de México.[cita requerida]

## Carrera diplomática
Ingresó al Servicio Exterior Mexicano (SEM) el 1 de septiembre de 1992. Veinte años después, en el 2012, obtuvo el rango de Embajadora.[cita requerida]
Ha ocupado diversos cargos en la Secretaría de Relaciones Exteriores como directora de Derecho Internacional en la Consultoría Jurídica y Coordinadora de Asesores en la Subsecretaría para Asuntos Multilaterales y Derechos Humanos. Fue titular de la Dirección General para Temas Globales (DGTG) y directora general de Organismos y Mecanismos Regionales Americanos (DGOMRA).
Además, entre el 2013 y el 2015 (siendo responsable de los mecanismos regionales americanos), coordinó y participó en la organización de cumbres y eventos de alto nivel realizados en México, como la XXIV Cumbre Iberoamericana en Veracruz, la VI Cumbre de la Asociación de Estados del Caribe en Mérida, la III Cumbre México-CARICOM en Mérida y la Cumbre de la Alianza del Pacífico en Punta Mita, Nayarit.[cita requerida]
De igual manera, fungió como Coordinadora Nacional de México para la Comunidad de Estados Latinoamericanos y Caribeños (CELAC) y para la Conferencia Iberoamericana.[cita requerida]
En el 2015, fue nombrada titular de la Subsecretaría para América Latina y el Caribe (SSALC) y, más recientemente, el 1 de noviembre del 2017, presentó sus cartas credenciales como Representante Permanente de México ante los Organismos Internacionales con sede en Ginebra.

## Trayectoria en el ámbito del derecho internacional
Ha desarrollado su carrera profesional en torno al derecho internacional, con énfasis en temas de derecho internacional humanitario, derecho penal internacional y derecho internacional de los derechos humanos.[cita requerida]
Fue agente del Estado mexicano en los procedimientos ante la Corte Internacional de Justicia en el "Caso Avena y otros nacionales mexicanos”.[cita requerida]
Se desempeñó como integrante de la delegación mexicana encargada de negociar el Estatuto de Roma, tanto en los Comités Preparatorios como en la Conferencia de Roma.
Fungió como Jefa de la Oficina de la Corte Penal Internacional ante las Naciones Unidas, con sede en Nueva York, entre 2006 y 2007.
Además, como representante de México en el exterior, en los años 2006 y 2007, estuvo adscrita a las Misiones Permanentes de México ante las Naciones Unidas en Nueva York y ha formado parte de diversas negociaciones tanto bilaterales como multilaterales.
Ha participado en la negociación de distintos instrumentos internacionales en materia de derecho internacional público, derecho penal internacional y cambio climático, de los cuales posee diversas publicaciones, artículos y opiniones en diversas revistas y compilaciones académicas.[cita requerida]
Su interés en el tema de cooperación y cambio climático la llevó a coordinar, entre los años 2007 y 2012, las delegaciones mexicanas que participaron en las Conferencias de las Naciones Unidas sobre Cambio Climático y a formar parte del equipo directivo que organizó la Conferencia de Cambio Climático de Cancún en el 2010, que permitió dar un renovado impulso a las negociaciones multilaterales en la materia.[cita requerida]
En diciembre del 2019, a petición del Comité Internacional de la Cruz Roja, fungió como Presidenta del Comité de Redacción de la XXXIII Conferencia Internacional de la Cruz Roja y la Media Luna Roja, en donde contribuyó con su experiencia a la conclusión exitosa de los trabajos de la conferencia y se lograron consensos relevantes para el DIH y para la actuación en el terreno del Movimiento Internacional de la Cruz Roja y la Media Luna Roja.

### Justicia internacional con perspectiva de género
La magistrada mexicana defiende la aplicación de "la perspectiva de género" en el enjuiciamiento de los crímenes de guerra y de lesa humanidad señalando que muchas de las víctimas de los crímenes de la competencia de la Corte Penal Internacional son mujeres y niñas. Tomarlo en cuenta, considera, enriquece el trabajo de todas las instituciones.
Forma parte de la iniciativa International Gender Champions, una red que reúne a mujeres y hombres en posiciones de liderazgo para romper las barreras de género y hacer de la igualdad de género una realidad laboral en sus ámbitos de influencia. Como parte de la red, ha destacado que la igualdad de género no es solo un asunto de derechos humanos: también es un elemento esencial de la democracia y justicia globales. Es parte de las soluciones a los desafíos que enfrenta la comunidad internacional, y una condición previa para sociedades más justas, pacíficas y sostenibles.

## Publicaciones destacadas
Ha realizado diversas publicaciones, tanto en libros como en revistas en inglés y en español, entre las que destacan: “La lucha contra el terrorismo internacional y la Corte Penal Internacional, dos temas jurídicos en la Agenda de la AGONU”; “Ratification of the Statute of the International Criminal Court by Mexico”; “México y la Corte Penal Internacional”; “La Conferencia de Cambio Climático de Cancún: un nuevo paradigma de desarrollo”; “La Cooperación Internacional contra el Cambio Climático, el papel de México en la COP-16 de Cancún”; “El cambio climático, un reto que rebasa a la comunidad internacional”, que forma parte de los ensayos y reflexiones del libro México y el multilateralismo del siglo XXI. Reflexiones a 70 años de la ONU; La Alianza del Pacífico, una apuesta a la libre movilidad y la integración; Identidad internacional de la Alianza del Pacífico; México y la solución pacífica de controversias, y México y el régimen internacional de lucha contra el cambio climático, entre otras publicaciones.